# Championnat de France féminin de handball de deuxième division 2019-2020
Navigation
Division 2 2018-2019 Division 2 2020-2021
Le Championnat de France féminin de handball de deuxième division 2019-2020 est la quarante-neuvième édition de cette compétition. Le championnat de Division 2 de handball est le deuxième plus haut niveau du championnat de France de ce sport. 
À la fin de la saison, le premier club VAP accède en Division 1. En vigueur depuis la saison 2012-2013, ce dispositif vise à baliser et sécuriser le chemin vers la LFH pour consolider la professionnalisation du handball féminin français. Il concerne les clubs de D2F désireux de se structurer et ambitionnant, à plus ou moins court terme, d’accéder en LFH et qui s’engagent en conséquence à répondre volontairement à un cahier des charges intermédiaire, palier avant une intégration en LFH. Ce statut de club VAP est accordé par la CNCG après examen de la situation du club de D2F au regard des différents critères du cahier des charges VAP (de même nature que ceux du cahier des charges LFH). Tous les clubs qualifiés en D2F peuvent solliciter le statut VAP, qu’ils accèdent de N1, descendent de LFH ou se soient maintenus en D2. Le statut est accordé par saison sportive et il n’y a aucune attribution automatique d’une saison sur l’autre, ni à un club relégué de LFH.
Le 17 avril 2020, en conséquence de la pandémie de Covid-19, le Bureau Directeur de la Fédération française de handball a acté l'arrêt définitif du championnat après que 2 des 8 journées de Playoffs et Playdowns ont été disputées. De plus, aucun club n'est relégué de LFH et ainsi, deux clubs au lieu d'un sont promus — le HBC Saint-Amand-les-Eaux Porte du Hainaut et le Handball Plan-de-Cuques, premiers de leur poule de la première phase — et un seul club au lieu de quatre est relégué en Nationale 1 —  le Palente Besançon handball.

## Modalités
Au cours de la première phase, les équipes sont réparties dans deux poules de 8. Au terme des 14 journées en matchs aller / retour, les quatre premiers de chaque groupe sont qualifiés pour la poule haute "playoffs", tandis que les quatre derniers disputent la poule basse "playdowns". 
En playoffs et playdowns, les clubs conservent les points décrochés face à leurs trois adversaires du premier tour et disputent 8 nouvelles journées. 
Le titre de champion de France de D2F est décerné au club qui termine en tête des playoffs. Parmi les clubs ayant le statut VAP, le mieux classé de ces mêmes playoffs est sportivement qualifié en LFH, sous réserve de respecter le cahier des charges de participation à la LFH. En playdowns, les 4 derniers sont relégués en N1F pour la saison suivante.

## Équipes participantes
| \| Saint-Amand Achenheim · Truchtersheim Le Havre Saint-Maur Aulnoye-Aymeries Octeville Saint-Grégoire Besançon Celles/B. Plan-de-Cuques Vaulx-en-Velin La Rochelle Le Pouzin Bouillargues Bègles Clermont-Ferrand \| Localisation des clubs engagés dans le championnat. |
| Saint-Amand Achenheim · Truchtersheim Le Havre Saint-Maur Aulnoye-Aymeries Octeville Saint-Grégoire Besançon Celles/B. Plan-de-Cuques Vaulx-en-Velin La Rochelle Le Pouzin Bouillargues Bègles Clermont-Ferrand                                                           |

| Club                                  | Localisation                                                  | Classement de 2018-2019 | Poule | VAP     |
| ------------------------------------- | ------------------------------------------------------------- | ----------------------- | ----- | ------- |
| HBC St-Amand Porte du Hainaut         | Hauts-de-France, Nord, Saint-Amand-les-Eaux                   | 12e de LFH              | 1     | Oui     |
| Achenheim Truchtersheim Handball      | Grand Est, Bas-Rhin, Achenheim et Truchtersheim               | 4e                      | 1     |         |
| Le Havre AC Handball                  | Normandie, Seine-Maritime, Le Havre                           | 5e                      | 1     | Oui     |
| Stella Sports Saint-Maur              | Île-de-France, Val-de-Marne, Saint-Maur-des-Fossés            | 7e                      | 1     |         |
| Sambre Avesnois Handball              | Hauts-de-France, Nord, Aulnoye-Aymeries                       | 9e                      | 1     |         |
| HB Octeville-sur-Mer                  | Normandie, Seine-Maritime, Octeville-sur-Mer                  | 10e                     | 1     |         |
| Saint-Grégoire Rennes MHB             | Bretagne, Ille-et-Vilaine, Saint-Grégoire et Rennes           | 1er de N1, poule 2      | 1     |         |
| Palente Besançon HB                   | Bourgogne-Franche-Comté, Doubs, Besançon                      | 1er de N1, poule 3      | 1     |         |
| HBC Celles-sur-Belle                  | Nouvelle-Aquitaine, Deux-Sèvres, Celles-sur-Belle             | 2e                      | 2     | Oui     |
| Handball Plan-de-Cuques               | Provence-Alpes-Côte d'Azur, Bouches-du-Rhône, Plan-de-Cuques  | 3e                      | 2     | Oui     |
| ASUL Vaulx-en-Velin                   | Auvergne-Rhône-Alpes, Métropole de Lyon, Vaulx-en-Velin       | 6e                      | 2     |         |
| Aunis Handball La Rochelle-Périgny    | Nouvelle-Aquitaine, Charente-Maritime, Périgny et La Rochelle | 8e                      | 2     |         |
| Le Pouzin HB 07                       | Auvergne-Rhône-Alpes, Ardèche, Le Pouzin                      | 11e                     | 2     |         |
| Bouillargues Handball Nîmes Métropole | Occitanie, Gard, Bouillargues                                 | 12e                     | 2     |         |
| CA Bègles                             | Nouvelle-Aquitaine, Gironde, Bègles                           | 1er de N1, poule 1      | 2     |         |
| HB Clermont AM 63                     | Auvergne-Rhône-Alpes, Puy-de-Dôme, Clermont-Ferrand           | 1er de N1, poule 4      | 2     | Retrait |

## Première phase

### Légende
- Qualifié en poule haute.
- Qualifié en poule basse.
- R : Relégué de LFH.
- P : Promu de Nationale 1.
- V : Club VAP.

### Poule 1
|   | Équipe                            | Pts  | J  | G  | N | P  | Bp  | Bc  | Diff |  | Résultats (dom.\ext.)         | St-A. | St-M. | Le H. | Oct.  | St-G. | ATH   | Sam.  | Pal.  |
| - | --------------------------------- | ---- | -- | -- | - | -- | --- | --- | ---- |  | ----------------------------- | ----- | ----- | ----- | ----- | ----- | ----- | ----- | ----- |
| 1 | HBC St-Amand Porte du Hainaut R V | 38   | 14 | 11 | 2 | 1  | 374 | 295 | 79   |  | HBC St-Amand Porte du Hainaut |       | 25-19 | 31-31 | 24-18 | 25-18 | 31-22 | 24-21 | 23-23 |
| 2 | Stella Sports Saint-Maur          | 34   | 14 | 9  | 2 | 3  | 370 | 326 | 44   |  | Stella Sports Saint-Maur      | 18-24 |       | 26-24 | 31-20 | 27-20 | 31-24 | 29-24 | 35-20 |
| 3 | Le Havre AC V                     | 34   | 14 | 9  | 2 | 3  | 393 | 329 | 64   |  | Le Havre AC                   | 24-21 | 23-23 |       | 28-29 | 24-19 | 29-20 | 30-26 | 33-17 |
| 4 | HB Octeville-sur-Mer              | 28   | 14 | 7  | 0 | 7  | 351 | 366 | -15  |  | HB Octeville-sur-Mer          | 18-25 | 27-26 | 21-27 |       | 25-20 | 24-26 | 28-27 | 27-20 |
| 5 | Saint-Grégoire Rennes MHB P       | 28   | 14 | 7  | 0 | 7  | 330 | 333 | -3   |  | Saint-Grégoire Rennes MHB     | 17-23 | 21-23 | 24-20 | 29-32 |       | 23-19 | 36-28 | 25-21 |
| 6 | Achenheim Truchtersheim           | 24   | 14 | 5  | 0 | 9  | 337 | 357 | -20  |  | Achenheim Truchtersheim       | 26-30 | 23-28 | 21-34 | 32-26 | 20-23 |       | 28-24 | 20-0  |
| 7 | Sambre Avesnois HB                | 21   | 14 | 3  | 1 | 10 | 367 | 394 | -27  |  | Sambre Avesnois HB            | 22-29 | 28-28 | 27-32 | 31-26 | 27-30 | 31-27 |       | 29-24 |
| 8 | Palente Besançon HB P             | 16-1 | 14 | 1  | 1 | 12 | 275 | 397 | -122 |  | Palente Besançon HB           | 18-39 | 23-26 | 24-34 | 20-30 | 19-25 | 23-29 | 23-22 |       |

### Poule 2
|   | Équipe                    | Pts | J  | G  | N | P  | Bp  | Bc  | Diff |  | Résultats (dom.\ext.)     | Pl. C. | Cel.  | Bou.  | Cle.  | Bèg.  | Vau.  | Le P. | La R. |
| - | ------------------------- | --- | -- | -- | - | -- | --- | --- | ---- |  | ------------------------- | ------ | ----- | ----- | ----- | ----- | ----- | ----- | ----- |
| 1 | Handball Plan-de-Cuques V | 39  | 14 | 12 | 1 | 1  | 479 | 344 | 135  |  | Handball Plan-de-Cuques   |        | 30-25 | 40-27 | 42-31 | 33-21 | 36-20 | 33-18 | 41-20 |
| 2 | HBC Celles-sur-Belle V    | 37  | 14 | 11 | 1 | 2  | 431 | 353 | 78   |  | HBC Celles-sur-Belle      | 24-24  |       | 34-28 | 29-23 | 27-28 | 33-25 | 28-19 | 34-29 |
| 3 | Bouillargues HNM          | 31  | 14 | 8  | 1 | 5  | 430 | 430 | 0    |  | Bouillargues HNM          | 27-38  | 26-28 |       | 36-32 | 29-24 | 29-25 | 37-38 | 34-31 |
| 4 | HB Clermont AM 63 P       | 29  | 14 | 7  | 1 | 6  | 447 | 467 | -20  |  | HB Clermont AM 63         | 27-40  | 33-37 | 34-37 |       | 30-29 | 32-31 | 27-26 | 45-34 |
| 5 | CA Bègles P               | 29  | 14 | 7  | 1 | 6  | 374 | 369 | 5    |  | CA Bègles                 | 28-25  | 16-35 | 22-23 | 27-27 |       | 27-15 | 28-22 | 24-25 |
| 6 | ASUL Vaulx-en-Velin       | 23  | 14 | 4  | 1 | 9  | 365 | 426 | -61  |  | ASUL Vaulx-en-Velin       | 22-30  | 25-39 | 29-29 | 33-35 | 21-34 |       | 26-22 | 32-30 |
| 7 | Le Pouzin HB 07           | 20  | 14 | 3  | 0 | 11 | 362 | 409 | -47  |  | Le Pouzin HB 07           | 21-24  | 25-29 | 25-33 | 31-35 | 28-31 | 20-27 |       | 35-26 |
| 8 | Aunis La Rochelle Périgny | 16  | 14 | 1  | 0 | 13 | 399 | 489 | -90  |  | Aunis La Rochelle Périgny | 33-43  | 22-29 | 30-35 | 35-36 | 29-35 | 30-34 | 25-32 |       |

## Deuxième phase

### Playoffs
Le club classé premier est sacré champion de Division 2. Le meilleur club ayant le statut VAP accède à la Division 1.
|   | Équipe                            | Pts | J | G | N | P | Bp  | Bc  | Diff |  | Résultats (dom.\ext.)         | Pl. C. | St-A. | Cel.  | Le H. | St-M. | Bou.  | Oct.  | Cle.  |
| - | --------------------------------- | --- | - | - | - | - | --- | --- | ---- |  | ----------------------------- | ------ | ----- | ----- | ----- | ----- | ----- | ----- | ----- |
| 1 | Handball Plan-de-Cuques V         | 23  | 8 | 7 | 1 | 0 | 274 | 208 | 66   |  | Handball Plan-de-Cuques       |        | -     | 30-25 | -     | -     | 40-27 | 37-27 | 42-31 |
| 2 | HBC St-Amand Porte du Hainaut R V | 21  | 8 | 6 | 1 | 1 | 218 | 176 | 42   |  | HBC St-Amand Porte du Hainaut | -      |       | -     | 31-31 | 25-19 | 34-22 | 24-18 | -     |
| 3 | HBC Celles-sur-Belle V            | 21  | 8 | 6 | 1 | 1 | 234 | 207 | 27   |  | HBC Celles-sur-Belle          | 24-24  | -     |       | 24-23 | -     | 34-28 | -     | 29-23 |
| 4 | Le Havre AC V                     | 16  | 8 | 3 | 2 | 3 | 215 | 205 | 10   |  | Le Havre AC                   | -      | 24-21 | -     |       | 23-23 | -     | 28-29 | 35-30 |
| 5 | Stella Sports Saint-Maur          | 14  | 8 | 2 | 2 | 4 | 188 | 191 | -3   |  | Stella Sports Saint-Maur      | 20-23  | 18-24 | -     | 26-24 |       | -     | 31-20 | -     |
| 6 | Bouillargues HNM                  | 13  | 8 | 2 | 1 | 5 | 228 | 265 | -37  |  | Bouillargues HNM              | 27-38  | -     | 26-28 | -     | 25-25 |       | -     | 36-32 |
| 7 | HB Octeville-sur-Mer              | 12  | 8 | 2 | 0 | 6 | 180 | 231 | -51  |  | HB Octeville-sur-Mer          | -      | 18-25 | 20-33 | 21-27 | 27-26 | -     |       | -     |
| 8 | HB Clermont AM 63 P               | 8   | 8 | 0 | 0 | 8 | 236 | 290 | -54  |  | HB Clermont AM 63             | 27-40  | 26-34 | 33-37 | -     | -     | 34-37 | -     |       |

### Playdowns
Les clubs aux quatre dernières places — soit la moitié des participants à cette poule — sont relégués en Nationale 1.
|   | Équipe                      | Pts  | J | G | N | P | Bp  | Bc  | Diff |  | Résultats (dom.\ext.)     | Bèg.  | St-G. | Vau.  | ATH   | La R. | Le P. | Sam.  | Pal.  |
| - | --------------------------- | ---- | - | - | - | - | --- | --- | ---- |  | ------------------------- | ----- | ----- | ----- | ----- | ----- | ----- | ----- | ----- |
| 1 | CA Bègles P                 | 21   | 8 | 6 | 1 | 1 | 235 | 193 | 42   |  | CA Bègles                 |       | -     | 27-15 | -     | 24-25 | 28-22 | -     | 29-29 |
| 2 | Saint-Grégoire Rennes MHB P | 21   | 8 | 6 | 1 | 1 | 218 | 194 | 24   |  | Saint-Grégoire Rennes MHB | -     |       | -     | 23-19 | -     | 30-30 | 36-28 | 25-21 |
| 3 | ASUL Vaulx-en-Velin         | 18   | 8 | 5 | 0 | 3 | 210 | 220 | -10  |  | ASUL Vaulx-en-Velin       | 21-34 | -     |       | -     | 32-30 | 26-22 | 27-25 | -     |
| 4 | Achenheim Truchtersheim     | 16   | 8 | 4 | 0 | 4 | 197 | 176 | 21   |  | Achenheim Truchtersheim   | 24-27 | 20-23 | -     |       | -     | -     | 28-24 | 20-0  |
| 5 | Aunis La Rochelle Périgny   | 14   | 8 | 3 | 0 | 5 | 227 | 247 | -20  |  | Aunis La Rochelle Périgny | 29-35 | 30-26 | 30-34 | -     |       | 25-32 | -     | -     |
| 6 | Le Pouzin HB 07             | 13   | 8 | 2 | 1 | 5 | 214 | 223 | -9   |  | Le Pouzin HB 07           | 28-31 | -     | 20-27 | 25-30 | 35-26 |       | -     | -     |
| 7 | Sambre Avesnois HB          | 12   | 8 | 2 | 0 | 6 | 215 | 227 | -12  |  | Sambre Avesnois HB        | -     | 27-30 | -     | 31-27 | 29-32 | -     |       | 29-24 |
| 8 | Palente Besançon HB P       | 12-1 | 8 | 2 | 1 | 5 | 171 | 207 | -36  |  | Palente Besançon HB       | -     | 19-25 | 32-28 | 23-29 | -     | -     | 23-22 |       |

## Classement final
Du fait de l'arrêt de la deuxième phase du championnat (Playoffs et Playdowns), aucun classement final n'est établi. 
Les équipes promues et reléguées sont alors établies sont les résultats de la première phase :
- deux clubs au lieu d'un seul sont promus en LBE : HBC St-Amand Porte du Hainaut (premier de poule 1) et Handball Plan-de-Cuques (premier de poule 2). ;
- deux clubs au lieu de quatre sont relégués en Nationale 1 : Palente Besançon handball (dernier de poule 1) et Aunis Handball La Rochelle-Périgny (dernier de poule 2).

Toutefois, le Saint-Michel Sports Handball, sportivement promu en deuxième division, a fait savoir en juin 2020 qu'il renonçait à cette accession. Par conséquent, l'Aunis Handball La Rochelle-Périgny est finalement repêché.

## Statistiques et récompenses

### Classement des buteuses
| Rang | Joueuse           | Club                             | Buts | MJ | Moy. |
| ---- | ----------------- | -------------------------------- | ---- | -- | ---- |
| 1    | Beatriz Sousa     | HB Clermont AM 63                | 130  | 15 | 8,67 |
| 2    | Mouna Chebbah     | Bouillargues HNM                 | 112  | 16 | 7,00 |
| 3    | Enora Blezes      | HB Clermont AM 63                | 107  | 14 | 7,64 |
| 4    | Aurélie Goubel    | Handball Plan-de-Cuques          | 106  | 16 | 6,63 |
| 5    | Sabrina Abdellahi | Sambre Avesnois Handball         | 100  | 16 | 6,25 |
| 6    | Nele Antonissen   | HB Octeville-sur-Mer             | 90   | 16 | 5,63 |
| 7    | Julie Godel       | Bouillargues HNM                 | 89   | 16 | 5,56 |
| 8    | Dalila Abdesselam | Achenheim Truchtersheim Handball | 88   | 16 | 5,50 |
| 9    | Fiona Derrien     | CA Bègles                        | 85   | 16 | 5,31 |
| 10   | Adeline Bournez   | Sambre Avesnois Handball         | 85   | 16 | 5,31 |

### Statistiques et faits marquants
- Meilleure attaque : 479 buts marqués pour le Handball Plan-de-Cuques
- Meilleure défense : 295 buts encaissés pour le HBC St-Amand Porte du Hainaut
- Premier carton rouge :
  -  Exclusion directe : 
  -  Pour 3 fois 2 minutes :
- Plus grand nombre de buts dans une rencontre : 79 buts lors du match HB Clermont AM 63 vs Aunis La Rochelle Périgny (45-34)
- Plus large victoire à domicile : 21 buts d'écart lors du match Handball Plan-de-Cuques vs Aunis Handball La Rochelle-Périgny (41-20)
- Plus large victoire à l'extérieur : 21 buts d'écart lors du match Palente Besançon HB vs HBC St-Amand Porte du Hainaut (18-39)
- Plus grand nombre de buts dans une rencontre pour une joueuse : 14 buts d'Adja Paye pour Le Pouzin HB 07 à Bouillargues HNM (37-38)
- Plus grande série de victoires : 7 victoires pour le Handball Plan-de-Cuques entre les 5e et 11e journées.
- Plus grande série de défaites : 11 défaites pour le Palente Besançon HB entre les 2e et 12e journées.
- Plus grande série de matchs sans défaite : 11 matches pour le Handball Plan-de-Cuques entre les 1re et 11e journées.
- Plus grande série de matchs sans victoire : 14 matches pour le Palente Besançon HB entre les 2e de première phase et 1re journées des playdowns

### Distinctions
Parallèlement aux distinctions décernées en LFH, Claire Vautier du HBC St-Amand Porte du Hainaut a été élue meilleure joueuse et Pablo Morel du HBC Celles-sur-Belle meilleur entraîneur.

## Bilan de la saison
| Tableau d'honneur de la saison 2019-2020 | |
| Compétition                              | Vainqueur                                                                                              |
| Division 2                               | Non décerné                                                                                            |
| Promotions et relégations                | |
| Promu en LFH                             | Handball Plan-de-Cuques HBC St-Amand Porte du Hainaut                                                  |
| Relégué de LFH                           | aucune équipe                                                                                          |
| Relégué en Nationale 1                   | Palente Besançon HB Aunis La Rochelle-Périgny (repêché)                                                |
| Promu de Nationale 1                     | AS Cannes Mandelieu R Rochechouart Saint-Junien Saint-Michel Sports (a renoncé ) Entente Noisy Gagny R |